# Torás
Os Torás são um grupo indígena que habita o sudeste do estado brasileiro do Amazonas, mais precisamente a Terra Indígena Torá junto com o grupo Apurinã, na bacia hidrográfica do rio Madeira.